# إعلان تجاري ترويجي
الإعلان التجاري الترويجي (prommercial) هو مزيج من الإعلان التجاري التلفزيوني والفيلم أو الفيديو الترويجي. فهو يخدم هدفًا مزدوجًا وهو تقديم الترفيه والإعلان للجمهور.
وقد زعمت صحيفة ذي إندبندنت (The Independent) التي جذبت الانتباه في الأساس من خلال الدوائر التسويقية  أن «الإعلان التجاري الترويجي سيظهر كمستقبل لصناعة الموسيقى. وقد يساعد أيضًا في إنقاذ سمعة الإعلان التلفزيوني التي أصبحت في حالة يرثى لها».
وقد كانت فرقة الموسيقى الراقصة البريطانية فايثليس (Faithless) أول فرقة موسيقية تستخدم الإعلان التجاري الترويجي مع ماركة السيارات فيات (Fiat) ووكالة التسويق كرو (krow)، حيث استخدمته للمساعدة في ترويج أحدث أغانيها المفردة «شعور جيد» أو "Feelin’ Good" وألبومها التالي الرقص ‘The Dance’. وقد تمت إذاعة الفيديو الموسيقي أثناء العرض التلفزيوني لبرنامج الرئيس بيغ براذر في المملكة المتحدة في 15 أكتوبر، حيث حجزت شركة فيات الفاصل الإعلاني الذي تبلغ مدته ثلاث دقائق بالكامل على القناة الرابعة البريطانية.
ويُذكر أن فريق فايثليس الذي انفصل عن شركة التسجيلات التي يتعامل معها وهي سوني بي إم جي (Sony BMG) لم يتقاضَ أية أموال مقابل هذا التعاون، إلا أن شركة فيات قامت بتمويل فيديو أغنية «شعور جيد» ('Feelin Good') والدعاية التلفزيونية اللاحقة. وذكرت صحيفة الغارديان أنه «في عصر فقد فيه مفهوم بيع الأسطوانات (CDs) الفعلية جاذبيته، ربما أصبح حتميًا أن يعيد الموسيقيون تقييم علاقاتهم مع الشركات الكبرى.»
وبعد اهتمام وسائل الإعلام بالفكرة، ناقشها برنامج الأخبار نيوز نايت (Newsnight) مع بول ستوكس، المحرر المساعد في إن إم إي (NME)  وراديو بي بي سي 4 وقدمها في برنامج «يو أند يورز» (You and Yours) 

## الإعلان المثمر
يعرف الإعلان المثمر على المدى القصير هنا بأنه الإعلان الذي يراه المستهلك قبل أن يقوم (أو على الأغلب ان تقوم به ربة المنزل) بوقت قصير بشراءه علامة تجارية ما، والذي يؤثر على اختيار المستهلك لتلك العلامة. والعدد الإجمالي للمستهلكين المتأثرين بذلك وحجم السلع التجارية المشتراة ينبغي ان يكونا قابلين للقياس. وهذا إجراء صعب ولكنه ليس مشكلة لا يمكن اختراقها كليا عندما تعالج باستخدام المعلومات وحيدة المصدر: النمط الخاص من البحث الذي يقوم عليه هذا الكتاب. وفي تحليلي، افترض ان الفترة الزمنية التي يعرض فيها الإعلان الفعال (أو غير الفعال) هي سبعة أيام قبل الشراء. ولهذا فإن التأثير القصير الأجل للإعلان هو الإعلان من العلامة التجارية وشرائها في غضون فترة شراء وسطية: الفترة مابين آخر عملية شراء لربة البيت وعملية الشراء التالية للمنتج

## أهداف وكالات الإعلان
عندما يقوم المنتج ووكالته بالتخطيط لنشر ميزانيه اعلانيه فأمامهما دوما اربعه اهداف:
1. توسيع المدى، أي عدد البيوت التي تستقبل الإعلان مره واحده على الاقل.
2. دفع تواتر التركيز إلى أعلى مستوى ممكن، أي فترة الاوقات التي تعرض فيها الاصناف التجارية في كل بيت.
3. تغطيه أكبر وقت ممكن من السنة، أي بزياده الاستمرارية إلى أقصى حد، أو بالنظر اليها من وجهة النظر الأخرى، أي تقليص فترة استمرار البرنامج وعدد الثغرات فيه.
4. شراء البرنامج بأقل ثمن ممكن، وقياس السعر بالكلفة لكل بيت الف بيت يصل اليه.[8]

## الإعلان الفعال
أن الإعلان لايثمر الا عندما يؤثر على السلوك الشرائي للمستهلك. وهذا لايعني فقط ان غير المشترين ينبغي حثهم كي يصبحو مشترين لأول مره، ولا ان نحث المشترين الراهنين على ان يشتروا أكثر من قبل من تلك العلامة التجارية. على العكس من ذلك، ان الإعلان يمكن ان يكون مجديا احيانا إذا ماساعد على بقاء المستخدمين حاليين لتلك العلامة على مستوى مشترياتهم. وهذا مايعرف فنيا بالمحافظة على امتياز العلامة التجارية والمحافظة على المستويات الراهنه من التواتر الاجتماعي. وهو يستطيع ان يثمر حتى لو كانت المبيعات تهبط نتيجه ضغط تنافسي على العلامة التجارية في السوق، لأن الإعلان الفعال يمكن ان يساعد في ابطاء هذه العملية. واخيرا، فأن بالإمكان الشعور بالأثر السلوكي عندما يقنع المشترون بدفع ثمن اعلى لعلامه تجاريه معلن عنها، حتى لو كانت المبيعات بالواحده لا تتزايد بالضرورة.